# Šlomo Lorinc
Šlomo Lorinc (hebrejsky: שלמה לורינץ, plným jménem Šlomo Zalman Lorinc, שלמה זלמן לורינץ, žil 5. března 1918 – 19. října 2009) byl izraelský politik a poslanec Knesetu za strany Agudat Jisra'el, Chazit datit Toratit, Agudat Jisra'el-Po'alej Agudat Jisra'el a opět Agudat Jisra'el.

## Biografie
Narodil se v Budapešti v tehdejším Rakousku-Uhersku (dnes Maďarsko). Vystudoval ješivy. V roce 1939 přesídlil do dnešního Izraele.

## Politická dráha
Byl aktivní v podpoře ilegální židovské imigrace (alija bet) organizované v letech 1938–1939 hnutím Agudat Jisra'el z Maďarska. V roce 1949 patřil mezi zakladatele mošavu Komemijut v regionu Lachiš. Byl také krátce zapojen do ilegální organizace Brit ha-Kana'im, jež bojovala proti sekulárnímu charakteru státu Izrael. V roce 1956 spoluzakládal stavební podnik napojený na Agudat Jisra'el. Podílel se také na vzniku vesnic Sdej Chemed a Chazon Jechezk'el. Řídil vzdělávací síť odborných škol. Zasedal ve vedení nezávislého školského systému.
V izraelském parlamentu zasedl poprvé po volbách v roce 1951, do nichž šel za stranu Agudat Jisra'el. Stal se členem výboru pro veřejné služby, výboru pro ústavu, právo a spravedlnost a výboru House Committee. Uspěl ve volbách v roce 1955, nyní na kandidátní listině Chazit datit Toratit (Náboženská fronta Tóry). V průběhu volebního období ale přešel do poslaneckého klubu Agudat Jisra'el-Po'alej Agudat Jisra'el. Stal se členem výboru pro veřejné služby, výboru pro ekonomické záležitosti a výboru finančního. Zvolen byl také ve volbách v roce 1959, opětovně za Chazit datit Toratit. V průběhu volebního období se společný blok Chazit datit Toratit rozpadl a Lorinc přešel do samostatného klubu frakce Agudat Jisra'el. Usedl do výboru pro ekonomické záležitosti, výboru finančního a výboru House Committee. Za Agudat Jisra'el obhájil mandát ve volbách v roce 1961. Byl členem výboru pro veřejné služby a výboru pro ekonomické záležitosti. Za stejnou stranu byl zvolen i ve volbách v roce 1965. Znovu nastoupil do výboru pro ekonomické záležitosti a kromě toho se stal i členem výboru pro záležitosti vnitra a životního prostředí. Opětovně byl na kandidátní listině Agudat Jisra'el zvolen ve volbách v roce 1969, po nichž setrval v parlamentním výboru ekonomické záležitosti a výboru pro záležitosti vnitra. Dále byl členem výboru House Committee a překladatelského výboru. Ve volbách v roce 1973 se opět utvořila střechová kandidátní listina Chazit datit Toratit (s Agudat Jisra'el coby její součástí). Za ní se Lorinc opětovně dostal do Knesetu. Stal se předsedou finančního výboru. Během volebního období přešel do samostatné poslanecké frakce Agudat Jisra'el.
Dalšího zvolení se Lorinc dočkal ve volbách v roce 1977, do kterých nastoupil za samostatně kandidující Agudat Jisra'el. Zastával post předsedy finančního výboru a člena výboru pro zahraniční záležitosti a obranu. O mandát nepřišel ani po volbách v roce 1981 (znovu coby kandidát Agudat Jisra'el). Nadále držel post předsedy finančního výboru. V letech 1987–2002 předsedal poradnímu výboru Bank of Israel.